# Reicheneck
Reicheneck is een plaats in de Duitse gemeente Reutlingen, deelstaat Baden-Württemberg, en telt 876 inwoners (2007).